# Misje dyplomatyczne Jamajki

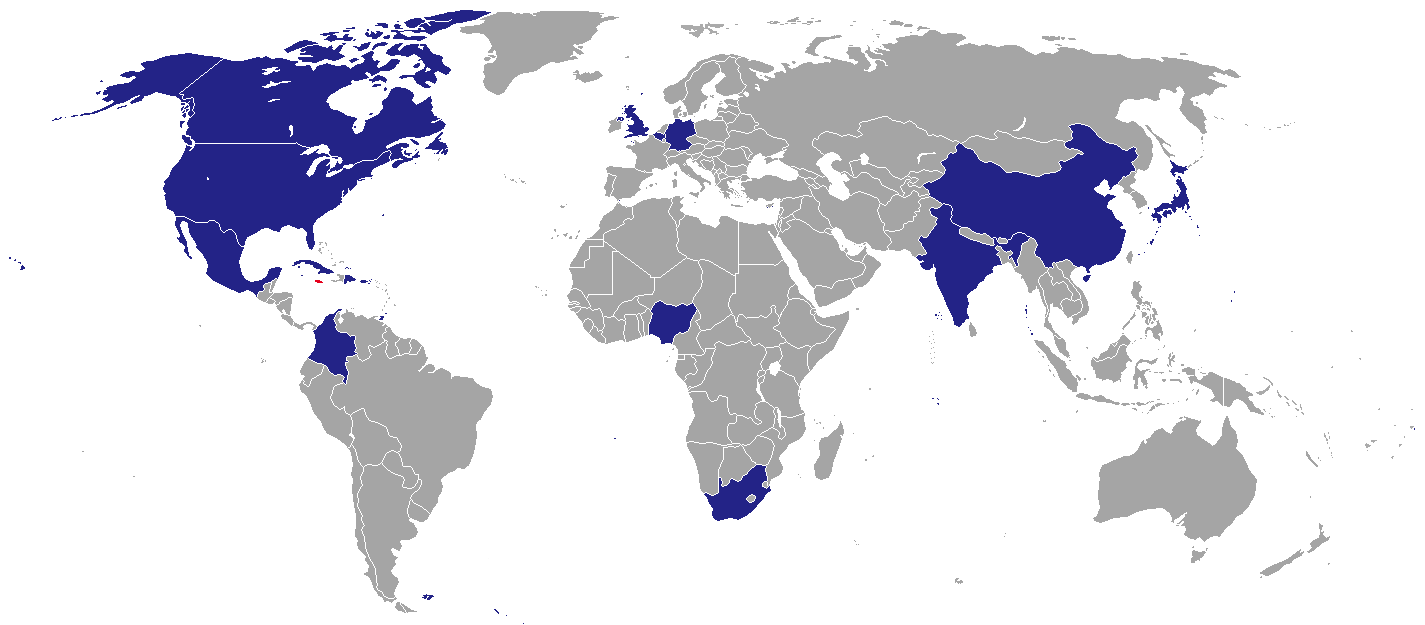
Kraje, w których Jamajka ma swoje przedstawicielstwa dyplomatyczne

Misje dyplomatyczne Jamajki – przedstawicielstwa dyplomatyczne Jamajki przy innych państwach i organizacjach międzynarodowych. Poniższa lista zawiera wykaz obecnych ambasad, wysokich komisji i konsulatów zawodowych. Nie uwzględniono konsulatów honorowych.

## Europa

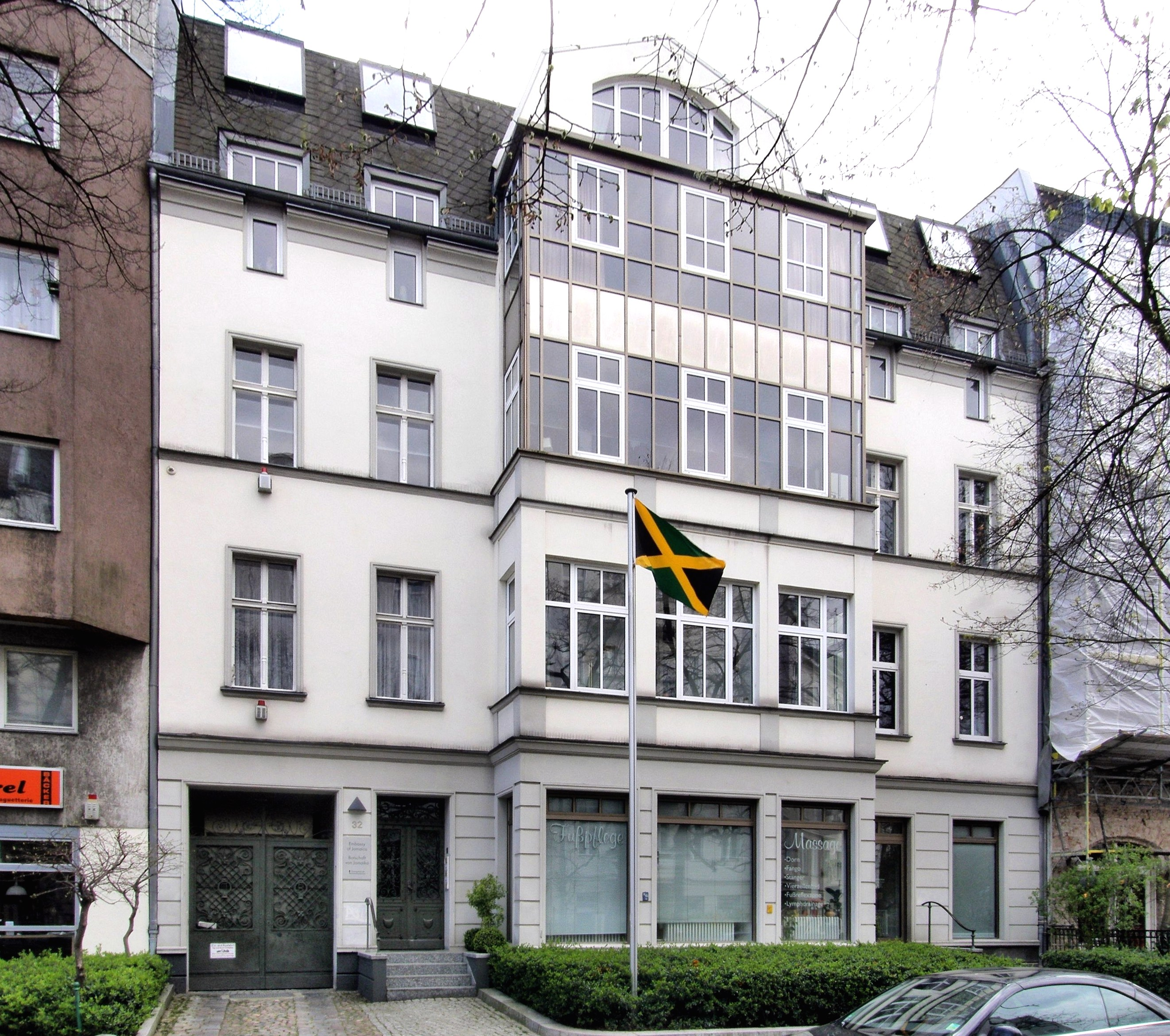
Ambasada Jamajki w Berlinie

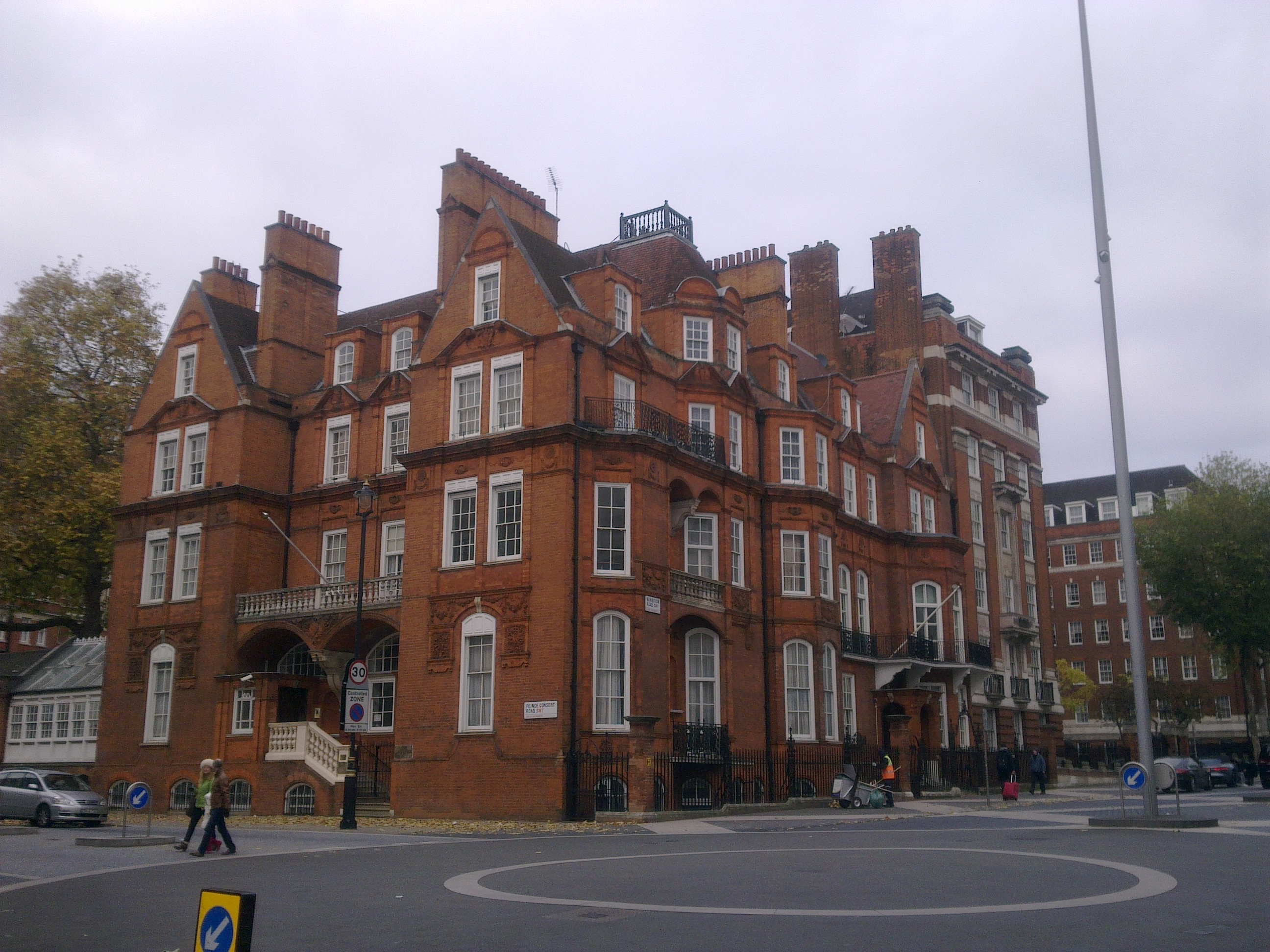
Wysoka Komisja Jamajki w Londynie

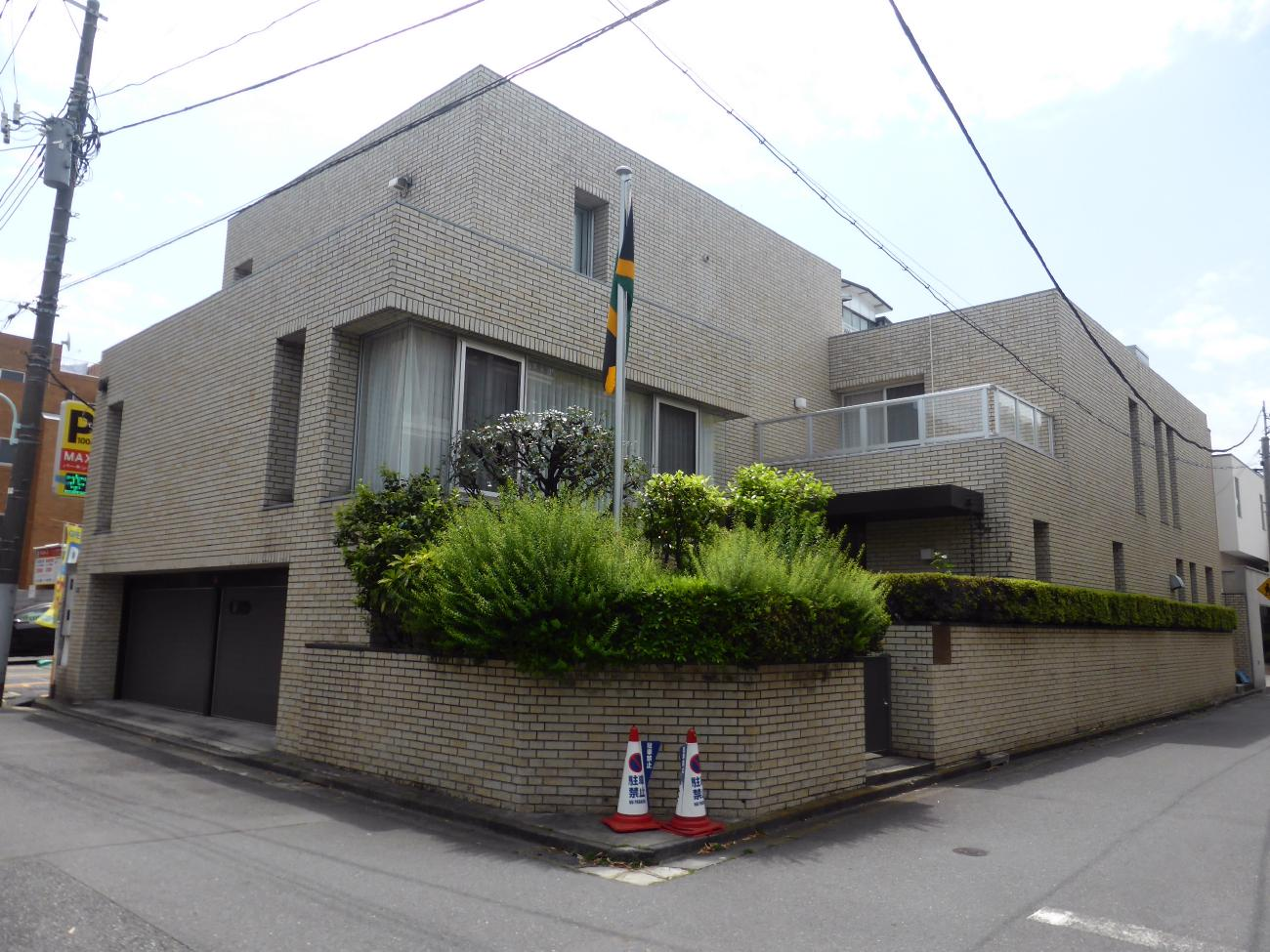
Ambasada Jamajki w Tokio

- Belgia
  - Bruksela (ambasada)
- Niemcy
  - Berlin (ambasada)
- Szwajcaria
  - Genewa (ambasada)
- Wielka Brytania
  - Londyn (wysoka komisja)

## Ameryka Północna, Środkowa i Karaiby

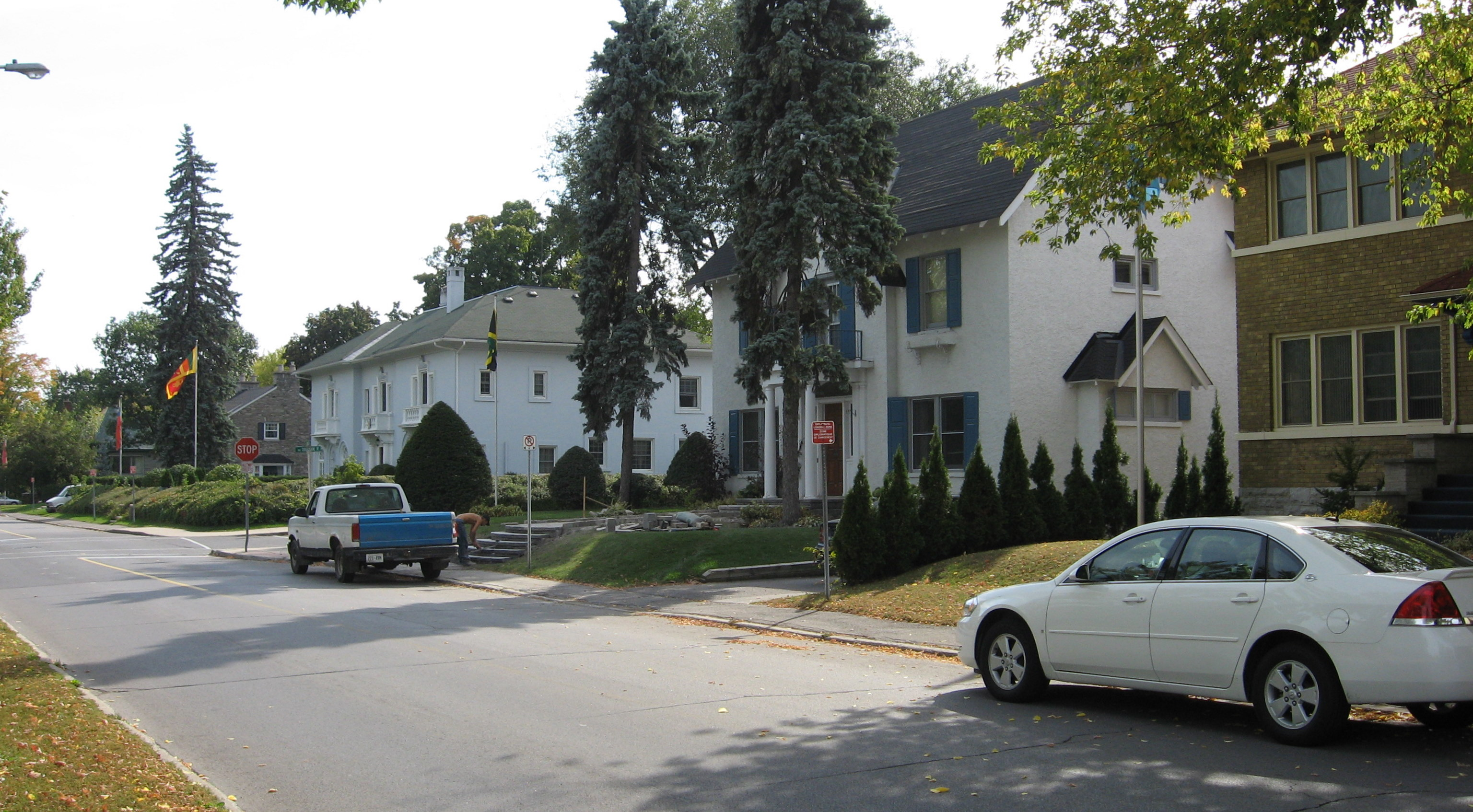
Wysoka Komisja Jamajki w Ottawie

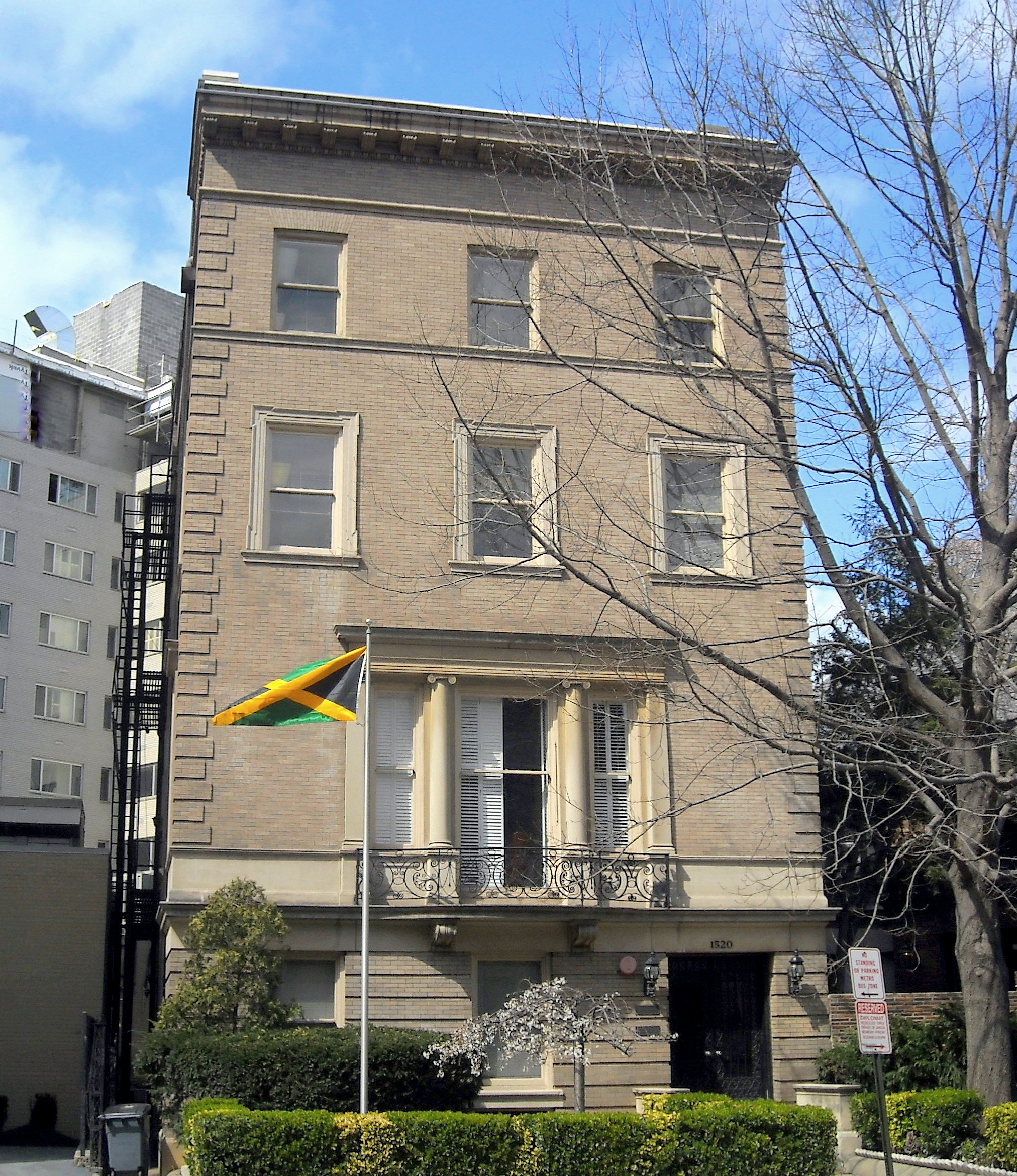
Ambasada Jamajki w Waszyngtonie

- Dominikana
  - Santo Domingo (ambasada)
- Kanada
  - Ottawa (wysoka komisja)
  - Toronto (konsulat generalny)
- Kuba
  - Hawana (ambasada)
- Meksyk
  - Meksyk (ambasada)
- Stany Zjednoczone
  - Waszyngton (ambasada)
  - Miami (konsulat generalny)
  - Nowy Jork (konsulat generalny)
- Trynidad i Tobago
  - Port-of-Spain (wysoka komisja)

## Ameryka Południowa
- Brazylia
  - Brasília (ambasada)
- Kolumbia
  - Bogota (ambasada)
- Wenezuela
  - Caracas (ambasada)

## Afryka
- Nigeria
  - Abudża (wysoka komisja)
- Południowa Afryka
  - Pretoria (wysoka komisja)

## Azja
- Chiny
  - Pekin (ambasada)
- Japonia
  - Tokio (ambasada)
- Kuwejt
  - Kuwejt (ambasada)

## Organizacje międzynarodowe
- Nowy Jork - Stałe Przedstawicielstwo przy Organizacji Narodów Zjednoczonych
- Genewa - Stałe Przedstawicielstwo przy Biurze Narodów Zjednoczonych i innych organizacjach
- Waszyngton - Stałe Przedstawicielstwo przy Organizacji Państw Amerykańskich
- Bruksela - Stałe Przedstawicielstwo przy Unii Europejskiej
- Port-of-Spain - Stałe Przedstawicielstwo przy Stowarzyszeniu Państw Karaibskich